# Beneluxlijn

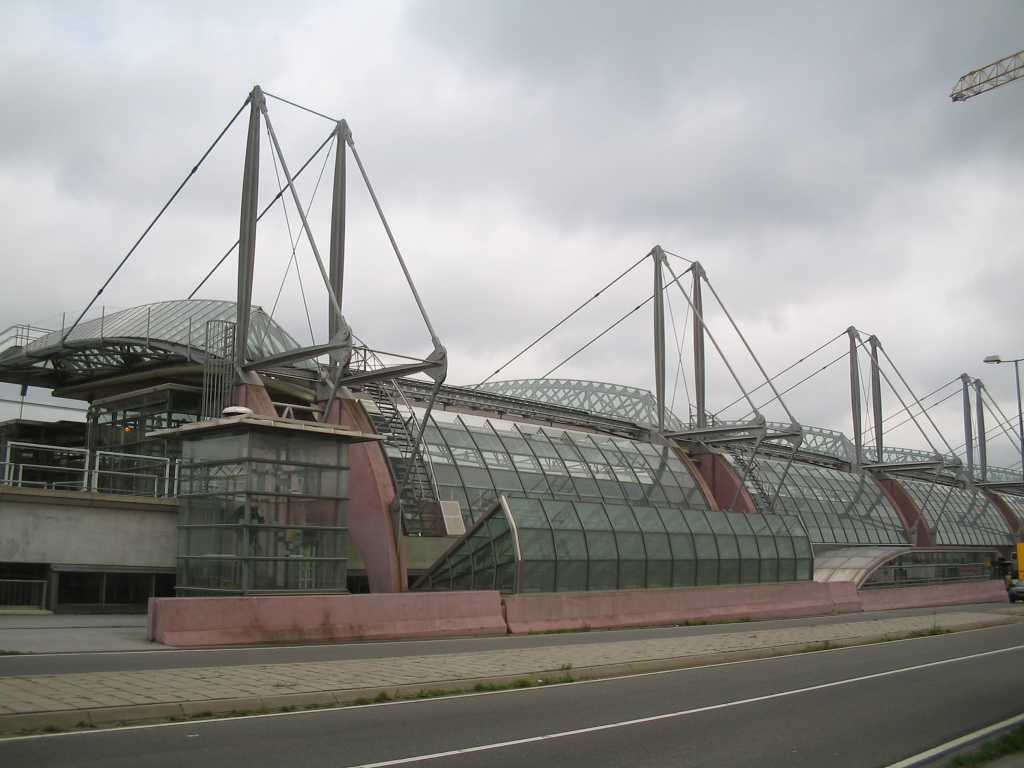
Overkapping van metrostation Schiedam Centrum

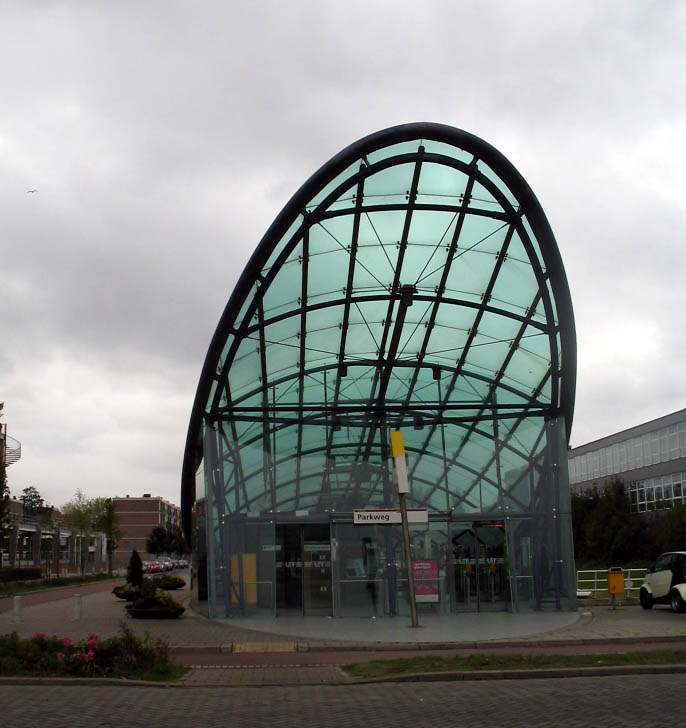
Ingang van station Parkweg

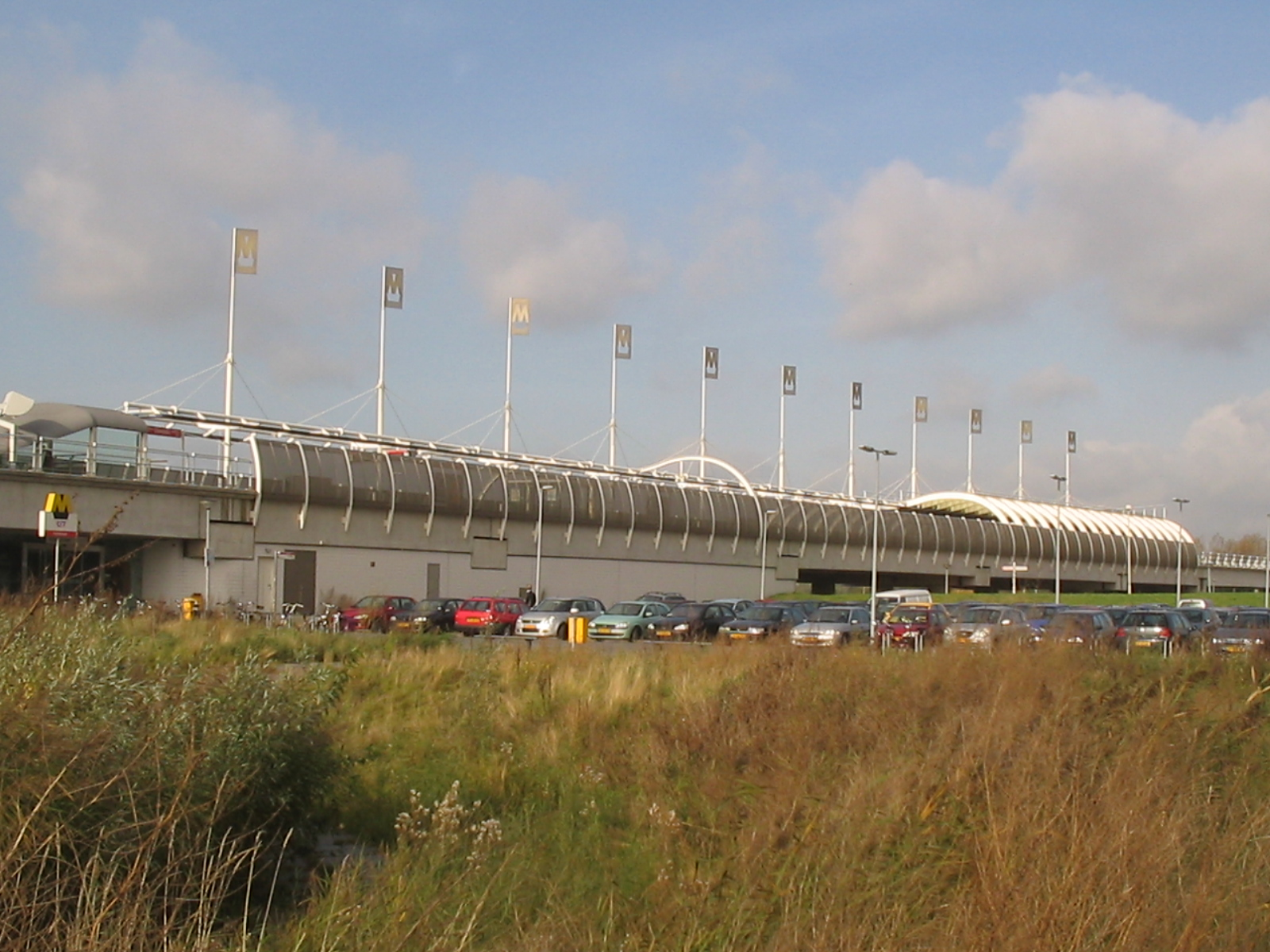
Station Vijfsluizen

Beneluxlijn is de naam die gegeven werd aan een groot uitbreidingsproject van de Rotterdamse metro. De naam is afgeleid van de tweede Beneluxtunnel, waarvan de lijn gebruikmaakt en die tegelijk met de aanleg van de metrolijn werd gebouwd. Sinds de opening op 4 november 2002 maakt het traject deel uit van de Calandlijn en wordt de naam Beneluxlijn al niet meer gevoerd. Vanaf 13 december 2009 is ook de naam Calandlijn niet meer in gebruik. Op dit moment maken de lijnen A, B en C gebruik van het Beneluxlijn geheten tracé, waarbij de lijnen A en B alleen gebruikmaken van het stuk tussen Schiedam Centrum en Marconiplein.
De lijn wordt bereden met een elektrische spanning van 750 volt, gevoed via een derde rail.

## Geschiedenis en planning
De plannen voor de Beneluxlijn dateren uit het begin van de jaren 1990 en maakten oorspronkelijk deel uit van het project 3M (drie metrotracés), dat ook de Noordlijn en de Ridderkerklijn omvatte.
De metroverbinding met Ridderkerk, die van de Erasmuslijn zou aftakken bij station Zuidplein, is inmiddels van de baan. Waarschijnlijk komt er een TramPlus-verbinding voor in de plaats. De Noordlijn, dat wil zeggen een noordelijke verlenging van Erasmuslijn voorbij het Centraal Station, is aangelegd in het kader van RandstadRail en wordt gebruikt door lijn E.
De Beneluxlijn kreeg van deze drie projecten de hoogste prioriteit, waardoor de planning in 1995 kon worden afgesloten. In datzelfde jaar begonnen de voorbereidende werkzaamheden, een jaar later startte de daadwerkelijke bouw van de lijn. De kosten werden geraamd op 724 miljoen euro, waarvan het rijk 95% op zich nam. De reële kosten zouden uiteindelijk zo'n 60 miljoen euro lager uitvallen.

## Tracé
Vanaf het voormalige ondergrondse eindpunt Marconiplein werd de tunnel een klein stuk verlengd. Direct achter het station stijgt de lijn om parallel aan de Tjalklaan bovengronds te komen. Het viaduct maakt een bocht bij de kruising met de Horvathweg en loopt vervolgens naast de sporen van de NS tot station Schiedam Centrum. Voor de metro werd direct naast het bestaande spoorwegstation, dat in het kader van Rail 21 de sneltreinstatus had gekregen, een geheel nieuw station gebouwd. Tevens werd er voorbij het station een aftakking met keersporen aangelegd, om Schiedam Centrum als eindpunt dienst te kunnen laten doen. In 2019 werd deze aftakking verlengd om aan te sluiten op de Hoekse Lijn. Waar het verbindingsspoor met het keerspoor een bocht naar links maakt gaat het viaduct rechtdoor, de fundering voor een wissel ligt er ook al en is tegelijkertijd met de Hoekse Lijn in gebruik genomen.
Direct na station Schiedam Centrum gaat de lijn dalen. De inrit tot de tunnel is gedeeltelijk overkapt, om de metro's onder alle weersomstandigheden voldoende grip op de rails te laten houden. Dit is nodig in verband met de toegepaste helling, die hier steiler is dan gebruikelijk. De tunnel volgt de Burgemeester Honnerlage Gretelaan en omvat het ondergrondse station Parkweg. De lijn komt even bovengronds in het half-open station Troelstralaan, om vervolgens het talud van de Vlaardingerdijk in te duiken. Na ongeveer 500 meter gaat de lijn weer stijgen, om op een viaduct het station Vijfsluizen te bereiken. Dit station is ook een belangrijk overstappunt voor diverse buslijnen geworden.
De Beneluxlijn ligt nu parallel aan de autosnelweg A4 en kruist de Nieuwe Maas door de nieuwe Beneluxtunnel. Aan de overzijde ligt de lijn midden in het Rotterdamse havengebied en blijft hij de A4 tot voorbij het station Pernis volgen. Het metroviaduct kruist het knooppunt Benelux zodanig, dat er ruimte is voor toekomstige uitbreiding van het verkeersplein. Bij station Tussenwater in Hoogvliet sluit de lijn ten slotte aan op de Erasmuslijn. Dit station telt als splitsingsstation vier sporen, waarbij het zuidelijkste spoor vanwege de kruising van de sporen van de Erasmuslijn hoger is aangelegd.
Achter station De Akkers, het eindpunt van de metrolijn in Spijkenisse, werden extra uitloopsporen aangelegd om het door de aanleg van de Beneluxlijn toegenomen verkeer goed te kunnen opvangen. Deze sporen worden tevens gebruikt als opstelspoor om buiten de spits en 's nachts rijtuigen op te stellen.

## Slechte start
De opening van de Beneluxlijn bracht veel problemen met zich mee. In de spits werd oorspronkelijk met een frequentie van 2,5 minuut gereden tot Schiedam Centrum, 5 minuten tussen Schiedam Centrum en Tussenwater en ten slotte weer elke 2,5 minuut tot De Akkers. Het systeem kon dit echter niet aan en sloeg op hol. Elke werkdag ontstonden er enorme vertragingen, waardoor na 1,5 maand de frequentie werd verlaagd tot 3,5 minuut tot Schiedam Centrum en 7 minuten tussen Schiedam Centrum en Tussenwater. Hierdoor werd ook de frequentie op de aftakkingen in Rotterdam-Oost verlaagd van 7,5 naar 10,5 minuut. Ter compensatie werden meer langere treinen ingezet, door gebrek aan materieel konden echter niet alle treinen verlengd worden.
Hierna volgden diverse bezuinigingen en werden enkele rijtuigen uit de 5200-serie omgebouwd voor de RandstadRail, waarna er vanaf eind 2005 nog slechts om de 10 minuten gereden werd tussen Schiedam Centrum en Tussenwater in de spits en 's avonds om de 20 minuten, waarbij de metro's 's avonds niet verder reden dan Hoogvliet. Op dit moment wordt er weer een kwartierdienst gereden op de Beneluxlijn in de avond naar Spijkenisse, in de spits rijdt de lijn echter nog altijd om de 10 minuten, wel worden nu in de spits nog uitsluitend lange metrotreinen ingezet.

## Kerncijfers
- Totale lengte: 11,5 km
  - waarvan op een viaduct: 6,6 km
  - in een landtunnel: 3,2 km
  - in de Beneluxtunnel: 1,7 km
- Aantal stations: 6

De stations werden ontworpen door diverse architecten en kregen alle een opvallend uiterlijk.